# 地乐灵
地乐灵是一种含氮有机化合物，分子式C
13H
19N
3O
4，属于二硝基苯胺类除草剂。